# Cistus creticus

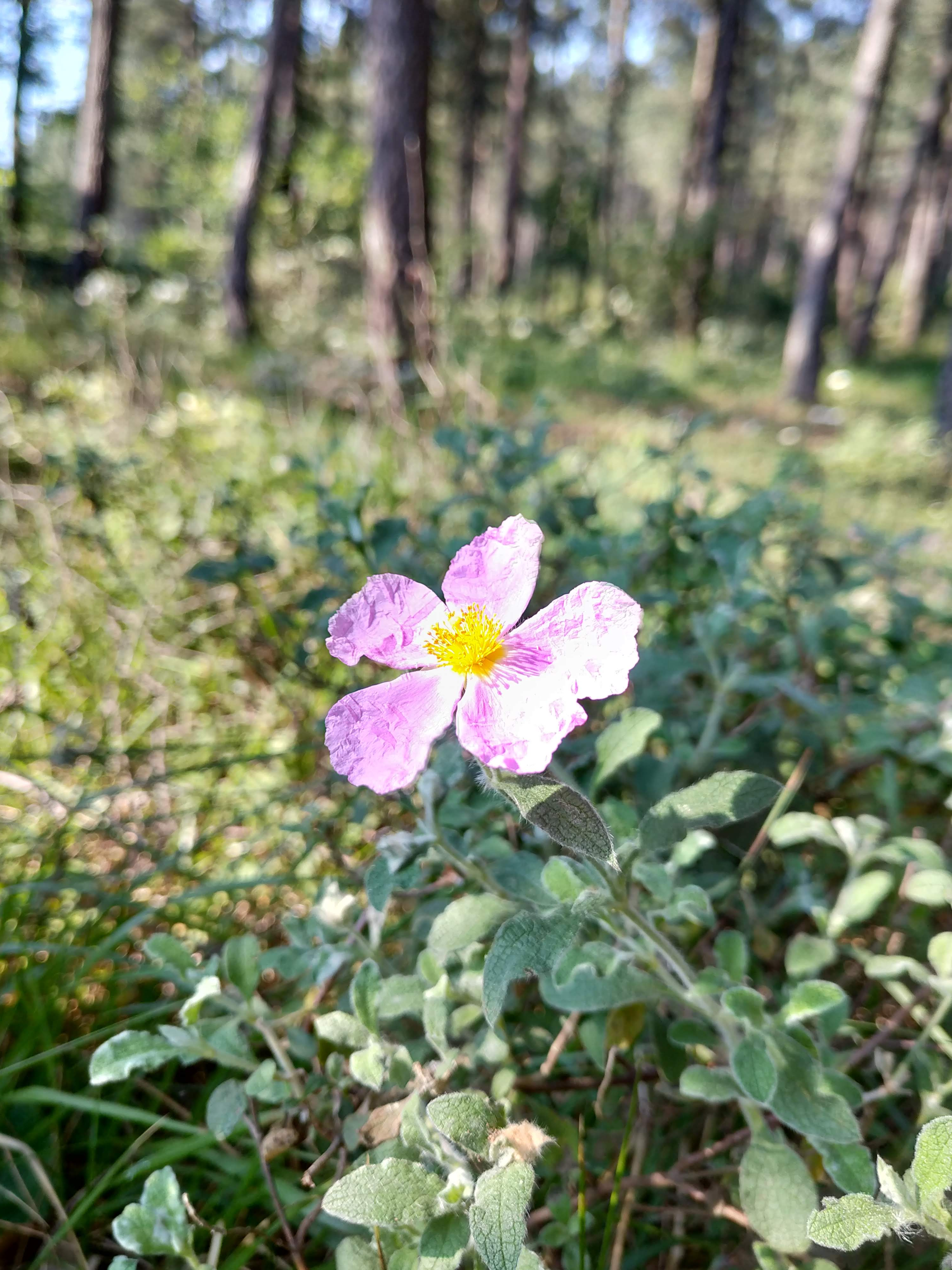
Cistus creticus

Чист критський, ладанник критський (лат. citrus creticus) — вид кущистих рослин родини Чистових, у нього зазвичай рожеві квіти діаметром 4,5–5 см, цей вид дуже різноманітний. Широко відома декоративна рослина. Його часто називають « Cistus incanus». (Справжній Cistus × incanus — це гібрид видів C. albidus × C. crispus.)

## Поширення
Він росте на центральній та східній частині Середземноморського басейну, включаючи Марокко, Корсику та Сардинію, Італію та південно-східну Європу, Туреччину та Левант.
В Україні широко поширений на західній частині південного берегу Криму.

## Таксономічна класифікація
Назва Cistus creticus була вперше використана Карлом Ліннеєм у 1762 році.  Існує плутанина між цією назвою та назвою, опублікованою раніше Ліннеєм, Cistus incanus . Як використовується багатьма авторами, але не Ліннеєм, назва " C. incanus " відноситься до Cistus creticus.

### Підвид
Прийняті два підвиди:
- Cistus creticus subsp. creticus
- Cistus creticus subsp. trabutii

Є також кілька відомих сортів, наприклад «Lasithi» з компактними, округлими квітками.